# Barrhårskål
Barrhårskål (Cistella acuum) är en svampart som först beskrevs av Alb. & Schwein., och fick sitt nu gällande namn av Svrcek 1959. Barrhårskål ingår i släktet Cistella och familjen Hyaloscyphaceae.  Arten är reproducerande i Sverige. Inga underarter finns listade i Catalogue of Life.